# Ás de espadas

Ás de espadas

O Ás de Espadas (também conhecido como o Espadilha ou Carta da Morte) é, tradicionalmente, a carta mais alta do baralho em vários jogos e contextos. O real valor do cartão varia de jogo para jogo.

## Arte e desenho da carta

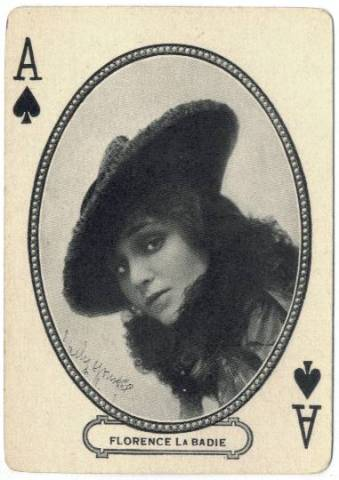
Florença La Badie em um Ás de Espadas

O desenho ornamentado do ás de espadas, comum em pacotes de hoje, originou-se a partir do século XVII, quando Jaime I e, mais tarde, a Rainha Anne impuseram leis que exigiam que o ás de espadas tivesse uma insígnia da casa de impressão. Imposto de selo, uma ideia importada para a Inglaterra por Charles I, foi estendido para jogar cartas em 1711 pela Rainha Anne e durou até 1960.

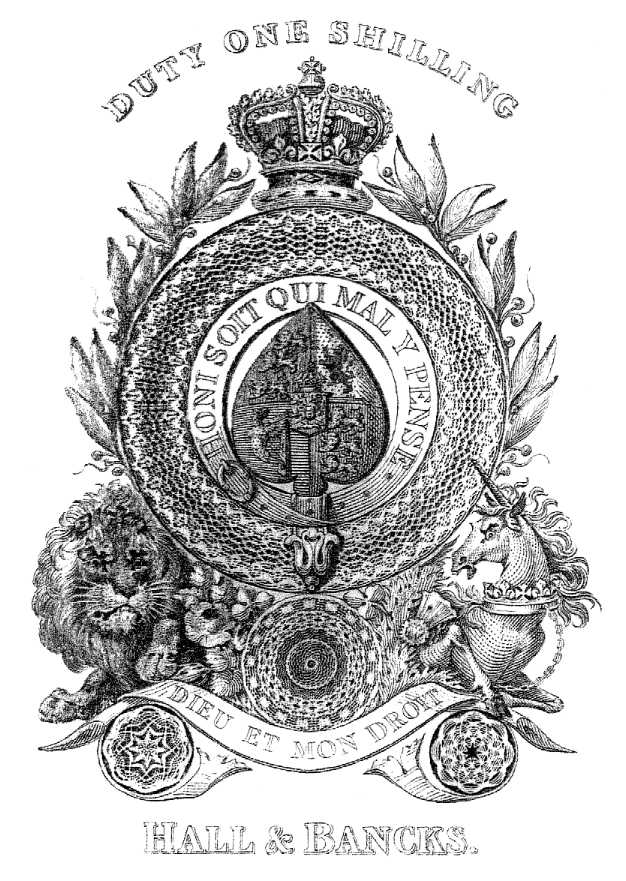
"Old Fizzle" de 1828.

Ao longo dos anos, muitos métodos foram usados para mostrar que o imposto tivesse sido pago. A partir de 1712 em diante, uma das cartas no pacote, normalmente, o ás de espadas, era carimbado à mão. Em 1765, o carimbo feito à mão foi substituída pela impressão de um ás de espadas oficial pelo escritório de selos, incorporando o brasão real. Em 1828, a taxa do Ás de Espadas (conhecida como "Old Frizzle") foi impressa para indicar a taxa de um shilling tinha sido pago.
O sistema foi alterado novamente em 1862, quando a taxa de três vinténs ("threepence") por pacote foi introduzida. Embora os fabricantes estivessem livres para usar qualquer projeto que queriam, a maioria optou por manter o ornamentado ás de espadas, mantendo-se popular até hoje. O ás de espadas é, portanto, usado para mostrar o cartão de informação do fabricante.
Desde 1882, um baralho anual de cartas foi produzido pela Worshipful Company of Makers of Playing Cards na instalação de cada mestre e desde 1888, um retrato do mestre apareceu no centro do ás de espadas. O desenho exato do cartão de ás foi tão importante, que eventualmente se tornaria tema de patentes de desenho e marca comercial. Por exemplo, em 5 de dezembro de 1882, a George G. White foi concedida a patente de desenho US0D0013473 para o seu projeto. O seu desenho do ás foi adornado com figuras masculinas e femininas inclinadas para a pá de ambos os lados.

## Simbolismo

### Guerra

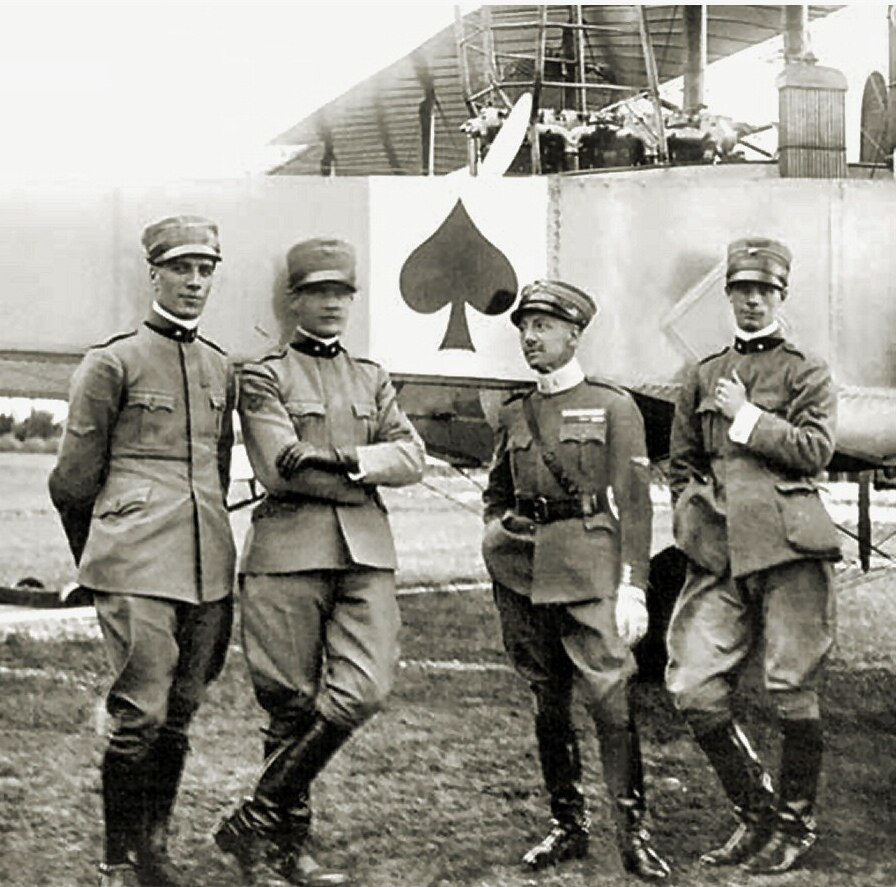
A tripulação do Caproni Ca.3 SN.2378 "Ás de espadas" na Primeira Guerra Mundial. Da esquerda para direita: G.B. Pratesi, Maurizio Pagliano, Gabriele d'Annunzio e Luigi Gori.

O Ás de Espadas foi empregado, em inúmeras ocasiões, no teatro de guerra. Na Primeira Guerra Mundial, a 12ª Divisão (Oriental) do Exército Britânico usou o símbolo do ás de espadas como sua insígnia. Na Segunda Guerra Mundial, a 25ª Divisão de Infantaria do Exército Indiano usou um Ás de Espadas em um fundo verde como insígnia.
Na Segunda Guerra Mundial, os soldados do 506º Regimento de Infantaria Paraquedista da 101ª Divisão Aerotransportada americana foram marcados com o símbolo de espadas pintado nas laterais de seus capacetes. Nessa capacidade, era usado para representar boa sorte, devido às suas conotações afortunadas no jogo de cartas. Após a confusão de uma operação aeroterrestre de combate em grande escala, todos os quatro naipes foram usados para facilitar a identificação de regimentos dentro da divisão aerotransportada. Batalhões dentro dos regimentos foram indicados com marcas de tique ou pontos, pintados de cima no sentido horário: quartel-general na posição das doze horas, 1º Batalhão às três horas, etc.

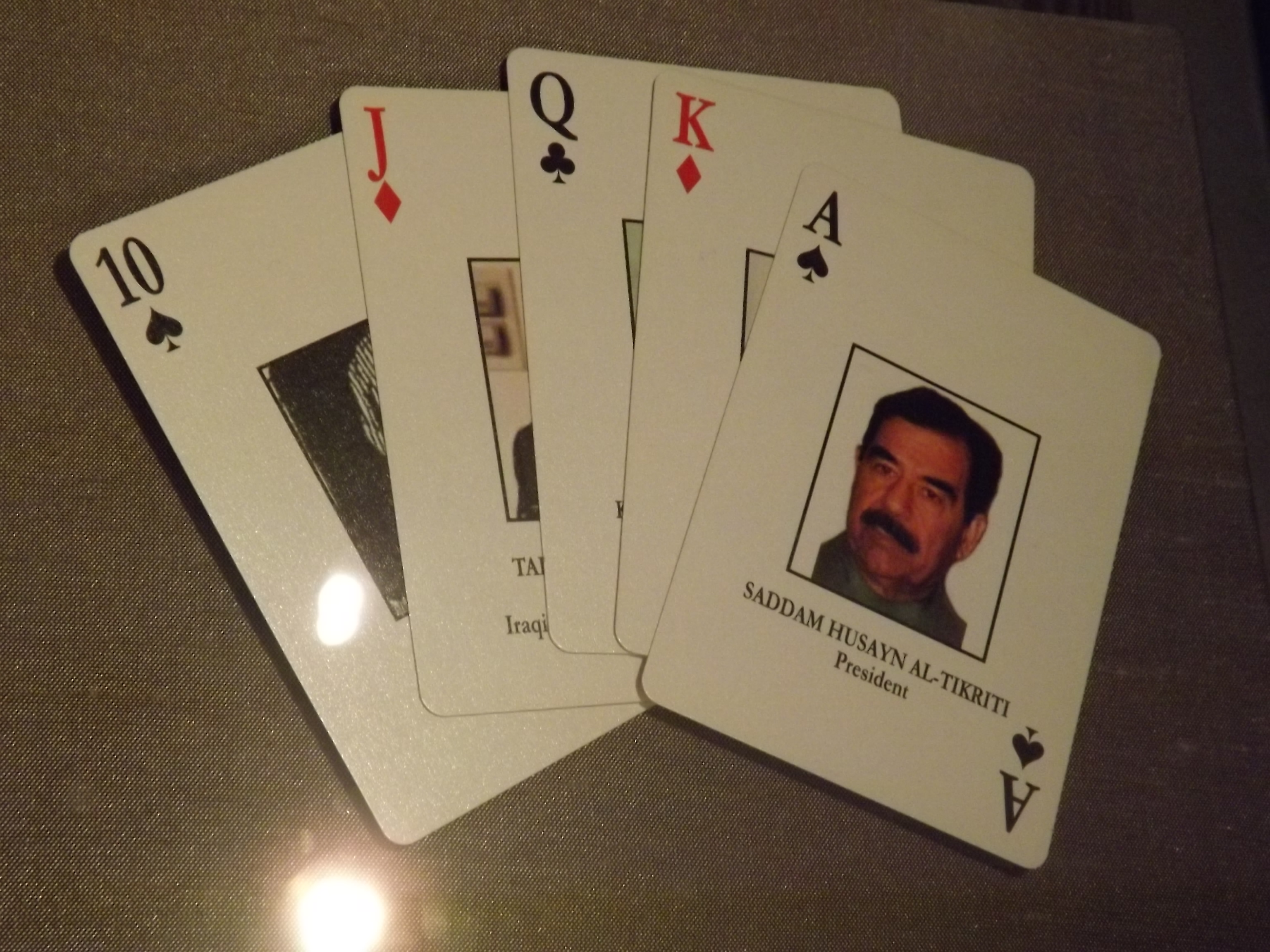
Saddam Hussein como o Às de Espadas no baralho dos mais procurados.

Durante a Guerra do Vietnã, algumas tropas americanas falsamente acreditavam que as tradições vietnamitas mantinham o simbolismo da pá para significar morte e má sorte e, em uma tentativa de assustar e desmoralizar os soldados vietcongues, era prática comum deixar um ás de espadas nos corpos dos vietnamitas inimigos mortos. Este costume foi dito ser tão eficaz que a United States Playing Card Company foi solicitada pela Companhia Charlie, 2º Batalhão, 35º Regimento de Infantaria para fornecer caixas desse único cartão em grande escala. As caixas brancas simples estavam marcadas como "Arma Secreta da Bicycle", e as cartas foram deliberadamente espalhadas nas aldeias e na selva durante as incursões. O ás de espadas, embora não seja um símbolo de medo supersticioso para as forças vietcongues, ajudou o moral dos soldados americanos. Alguns soldados e fuzileiros navais americanos teriam colado este cartão na sua banda do capacete como uma espécie de sinal anti-paz.
Em 2003, um baralho de cartas de iraquianos mais procurados foi entregue aos soldados dos EUA durante a Operação Liberdade no Iraque, com cada carta exibindo a foto de um oficial iraquiano procurado. Saddam Hussein, o alvo mais importante, recebeu a carta "Ás de Espadas". No jogo eletrônico Mercenaries: Playground of Destruction, da Pandemic Studios, este sistema de cartas de baralho foi usado como método de progressão no jogo, com os oficiais do governo norte-coreano sendo exibidos em cartas de baralho chamadas "Deck dos 52". Quanto mais alta a carta, mais recursos de inteligência o jogador receberá, e quando o jogador coletar a quantidade de cartas suficientes, ele terá acesso ao alvo ás. O General Choi Song, o ditador fictício e o principal antagonista do jogo, é o Ás de Espadas.

### Assexualidade
Dentro da comunidade assexual, o Ás de Espadas representa a assexualidade e arromanticidade, mais especificamente indivíduos assexuais arromânticos, com base na abreviação homófona em inglês, ace.

## Expressões idiomáticas
Várias expressões envolvendo o ás de espadas incluem "black as the ace of spades" ("preto como o ás de espadas"), que pode se referir tanto tanto a completamente preto, total falta de luz, a cor preta ou a raça negra. A expressão em francês "fagoté comme l'as de pique", significa "desalinhado como o ás de espadas".

## Em Unicode
U+1F0A1 🂡 a carta de jogo Ás de Espada faz parte das cartas de baralho em Unicode.